# 神奈川県水道記念館
神奈川県水道記念館（かながわけんすいどうきねんかん）は、神奈川県高座郡寒川町にある科学館。日本で初めて県営による広域水道を実現した寒川浄水場の旧送水ポンプ所を活用してつくられており、厚生省が企画した「近代水道百選」に選定されている。

## 概要

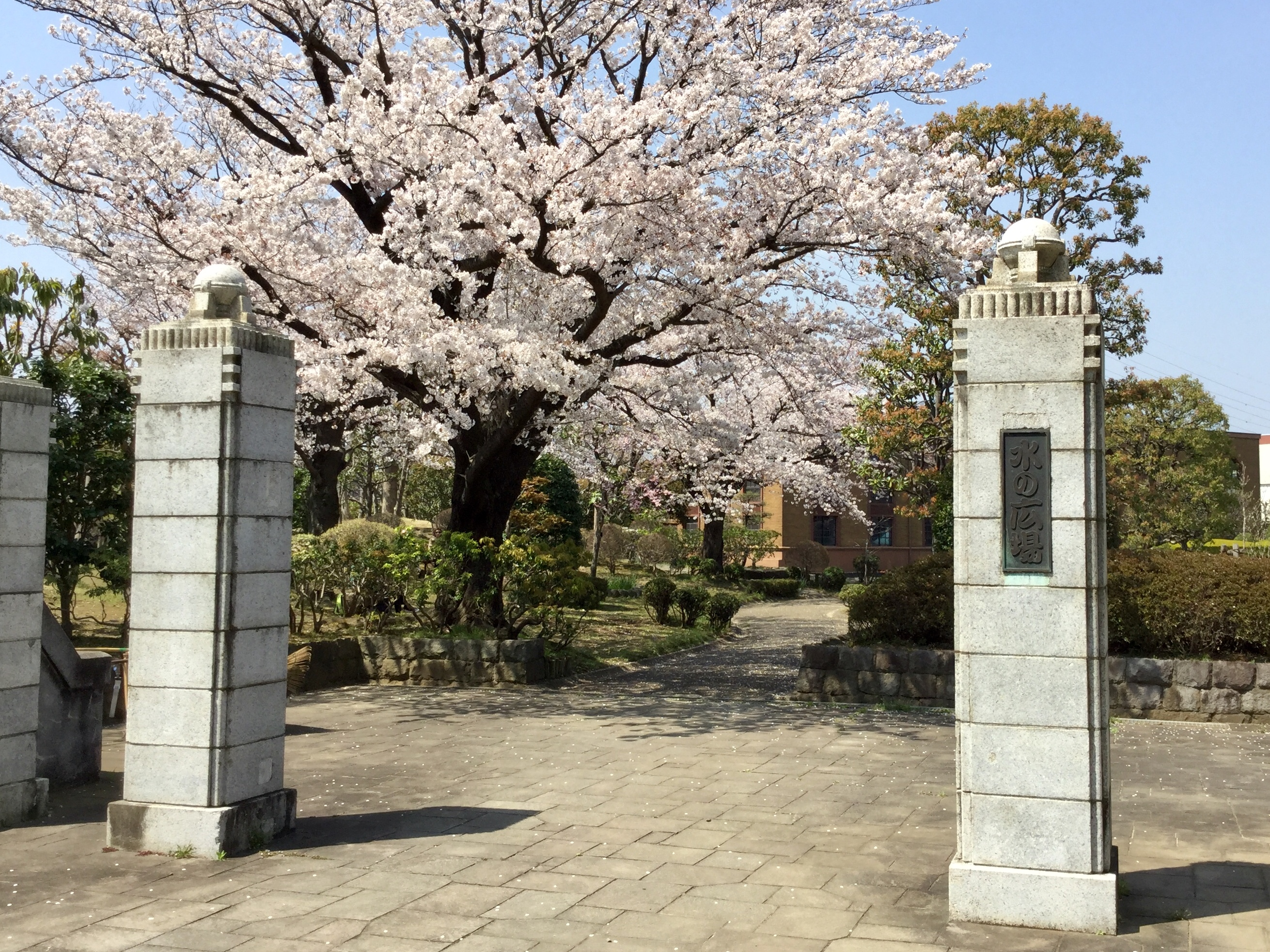
旧正門

神奈川県水道記念館は県営水道創設50周年を記念して、神奈川県により日本で初めて県営による広域水道を実現した寒川第一浄水場の老朽化した送水ポンプ所を改装し、1984年（昭和59年）に「水」をテーマとした科学館として新たに誕生した施設である。2003年（平成15年）には、創設70周年を迎えるのに伴いリニューアルオープンした。

## 歴史

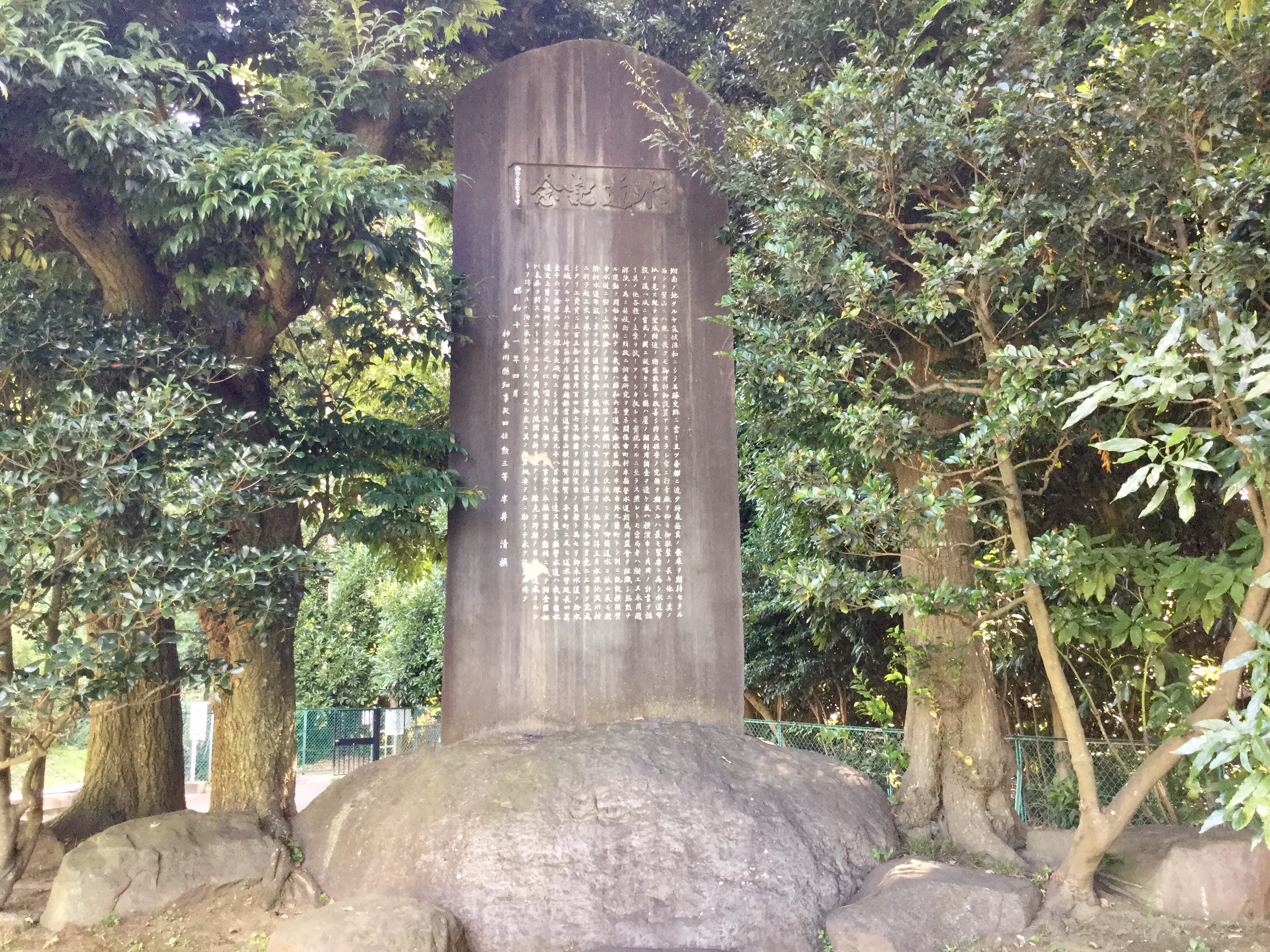
水道記念碑

寒川浄水場は、近代以降保養地として急速に発展した湘南地域の水需要の増加や、とりわけ葉山に皇室の御用邸があることから、地域における安定的な水道の確保と衛生状態の改善を目的として設置された。
浄水場設置以前当時の湘南地域は、民間会社（湘南水道株式会社）によって布設された私設水道が一部あるのみであり、大部分の人々は井戸水を利用していた。そのため、水質不良や水量不足に悩まされ、早くから水道敷設の議論が官民の間で提唱されていた。そこで県は、芦ノ湖の利用調査や横浜市との共同計画を講じ各種計画を立案したものの、いずれも実現しなかった。しかし、周辺地域では水道布設を求める声は治まらず、「県営水道期成同盟会」を結成し、水道布設運動を展開した。これにより県は、上水供給の水源を相模川下流域の伏流水に求め、ポンプでの送水による最も経済的とする水道布設案を定めた。県議会の議決を得て、1933年（昭和8年）に水源地である寒川村で浄水場の起工式を挙げ、1936年（昭和11年）に工事が完成した。事業費は555万円（現在の金額で約36億円）に上り、その内約147万円を横須賀市が負担した。創設時の給水区域は平塚市、藤沢町、茅ヶ崎町、鎌倉町、腰越町、逗子町、葉山町、大磯町、浦賀町、片瀬町の１市9町で、送水管延長距離合計は約51.4キロメートルに及んだ。当時、上水道は市町村単位での比較的狭い範囲内で経営されるのが普通であり、県営での広域水道の実現は国内では前例のない大事業であった。
現在の寒川浄水場の給水区域は、小田原市、厚木市、大和市、伊勢原市、海老名市、綾瀬市の一部と寒川町、二宮町を含む11市4町に拡大し、給水人口は約126万人に上る。また、相模川から水を取水する寒川取水堰からは、寒川浄水場のみならず、寒川調圧水槽から横浜市戸塚区にある小雀浄水場まで送水され、横浜市の1/3、横須賀市の1/2にあたる水道水が供給されている。
1985年（昭和60年）に厚生省が企画した「近代水道百選」に選定されている旧送水ポンプ所は、神奈川県庁本庁舎等で使用されているスクラッチタイル貼りの外壁で、昭和初期の官庁建築の特徴が保たれている。2013年（平成25年）には、新たに「土木学会選奨土木遺産」にも認定された。

## 沿革
- 1933年(昭和8年)
  - 4月 - 神奈川県営水道を創設
- 1936年(昭和11年)
  - 4月 -　寒川第一浄水場が開設
- 1984年(昭和59年)
  - 3月 - 神奈川県水道記念館が開館
- 1985年(昭和60年)
  - 5月 - 「近代水道百選」に選定
- 2003年(平成15年)
  - 3月 - リニューアルオープン
- 2013年(平成25年)
  - 10月 - 「土木学会選奨土木遺産」に認定

## 施設

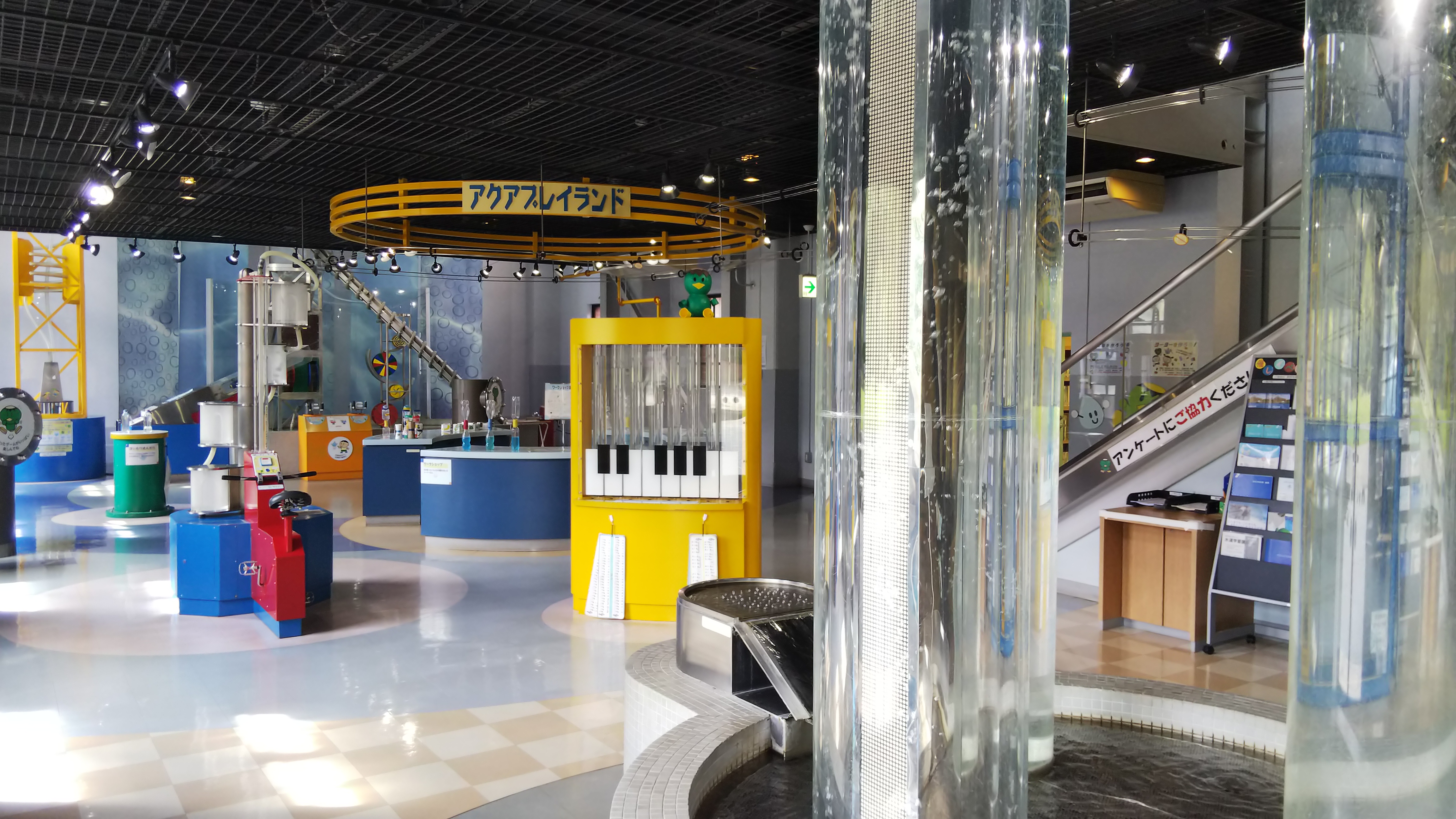
館内

「アルキメデスのポンプ」や「サイホンの原理」等、科学の諸原理を実体験を伴い楽しく学ぶことができるよう工夫されている展示が多い。また、図書室が併設されており、水や環境に関する資料が豊富にある。この他、隣の寒川浄水場から給水されたばかりの水を無料で飲むことができ、さらに寒川取水堰のダムカードの配布も行われている。
開館日
- 平日（月曜日を除く）、土日祝

休館日
- 月曜日、年末年始（１２月２９日から１月３日）、2月第4週間（月曜日から金曜日）

開館時間
- 午前9時30分から午後4時30分

入館料
- 無料

## 水の広場
館外に「水の広場」が設置されており、せせらぎが流れる。せせらぎは神奈川県中央を縦断し相模湾へ注ぐ相模川をイメージして作られており、両脇には神奈川県の各市町村の「木」が植えられている。入り口付近に設置されている噴水は、県営水道創設50周年を記念して1984年（昭和59年）に、当時の横浜銀行頭取であった吉國二郎によって寄贈されたものである。

## 周辺
- 寒川神社参道（かながわの美林50選）
- 寒川浄水場
- わいわい市寒川店（農産物直売所）
- 一之宮公園（かながわの公園50選）
- 梶原景時館址
- 信玄芝原公園
- 相模海軍工廠跡
- 田村の渡し(大山街道、中原街道)

## アクセス
最寄駅
- JR相模線：宮山駅または寒川駅

最寄IC
- 圏央道：寒川北IC

最寄バス停
- 神奈川中央交通、相鉄バス：「寒川郵便局前」